# Јелена Гргурић Охмућевић
Јелена Гргурић Охмућевић (1570 — 15. август 1610, Слано, крај Дубровника) је била српска сликарка и везиља.
Била је кћерка војводе Ивеље и Јелене Николе Богашиновића. Удала се за Петра, тобожњега сина Алексија Комнена. Дуже времена је са мужем боравила у Напуљу. О њеном уметничком раду сазнајемо по гробној плочи где се помиње да се бавила „ткањем и иглицом и четкицом“ (telis et acu et penicillo). Ни један од њених радова није сачуван.